# Garella nubilosa
Garella nubilosa är en fjärilsart som beskrevs av George Francis Hampson 1912. Garella nubilosa ingår i släktet Garella och familjen trågspinnare. Inga underarter finns listade i Catalogue of Life.